# Sauroctonus

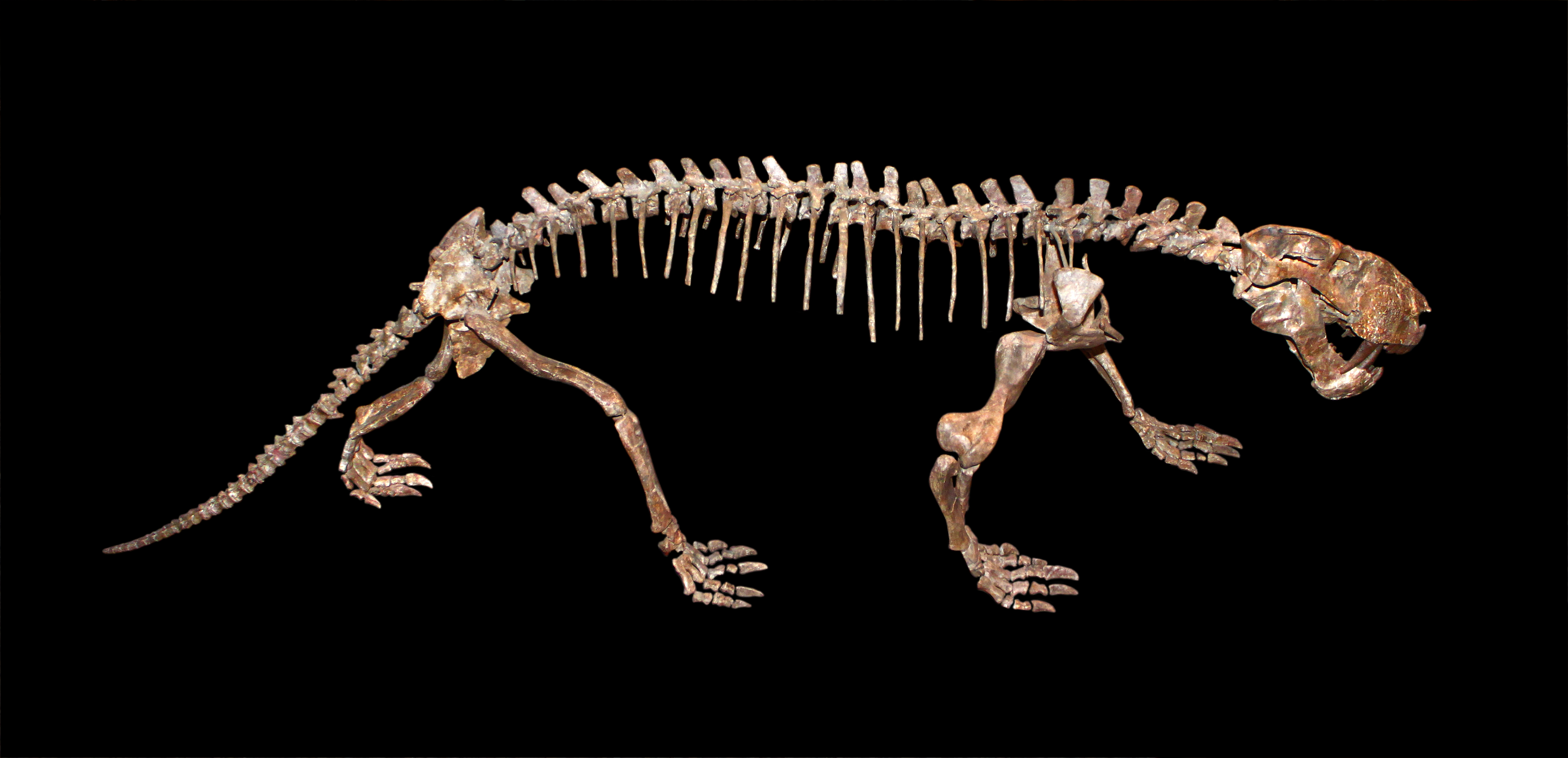
Kostra Sauroctona

Sauroctonus byl gorgonopsid dorůstající do tří metrů. Jeho pozůstatky byly nalezeny v Jihoafrické republice a Rusku.
Hlava na délku měří 25 cm a oči byly umístěny na bocích. Končetiny byly dlouhé a pětiprsté. Žil před 250 miliony let.